# 白毛魔芋
白毛魔芋（学名：Amorphophallus niimurai）是天南星科魔芋属的植物，为台灣的特有植物。分布于台灣本島，目前尚未由人工引种栽培。